# Liste der Naturdenkmale in Leipzig
Die Liste der Naturdenkmale in Leipzig enthält alle Bäume, Weine, geologischen Einzelobjekte sowie Flächennaturdenkmale, die als Naturdenkmal in der kreisfreien Stadt Leipzig durch Rechtsverordnung geschützt sind.
Im Stadtgebiet von Leipzig gibt es 148 Baum-Naturdenkmale, 12 geologische Denkmale mit teilweise mehreren Findlingen als ein Naturdenkmal, 13 Flächennaturdenkmale sowie ein als Naturdenkmal einstweilig sichergestelltes Naturgebilde.

## Erklärung
- lfd. Nr.: Laufende Nummer nach der Dokumentation der Schutzgüter der Stadt Leipzig vom 1. Februar 2001.[2]
- offizieller Name: Nennt die amtliche Bezeichnung des Naturdenkmals.
- lat. Name: Nennt den lateinischen Namen der Pflanzenart.
- Gemarkung: Nennt die Zugehörigkeit zur jeweiligen Gemarkung.
- Flurstück Nummer: Nennt die Flurstücke auf welchen sich das Naturdenkmal befindet.
- geschützte Umgebung: Durchmesser der geschützten Umgebung (entspricht im Wesentlichen der Kronentraufe)
- Schutzzweck: Erläutert den Grund der Unterschutzstellung.
- Beschluss-Nr.: Nennt die Nummer des jeweiligen Ratsbeschlusses, durch welchen die Unterschutzstellung erfolgte.
- Bild: Abbildung des Naturdenkmals
- Lage: Der Link führt zu verschiedenen Kartendarstellungen und nennt die Koordinaten des Naturdenkmals.

## Einzelbäume, Baumgruppen, Alleen und Weine
| ND-Nr.  | offizieller Name                                                                           | wiss. Name                                                      | Gemarkung      | Flurstück Nummer | geschützte Umgebung           | Schutzzweck   | Beschluss-Nr. | Bild           | Lage                |
| ------- | ------------------------------------------------------------------------------------------ | --------------------------------------------------------------- | -------------- | ---------------- | ----------------------------- | ------------- | ------------- | -------------- | ------------------- |
| ND 1    | Mispelblättrige Traubeneiche am Martin-Luther-Ring                                         | Quercus petraea (Matt.) Liebl. „Mespilifolia“                   | Leipzig        | 760/1            | 14 m                          | 1/2/3/4/6/7   | 601/96        |                | 51.33549 12.37067   |
| ND 2    | Weidenblättrige Birne an der „Villa“ Karl-Tauchnitz-Straße 3                               | Pyrus salicifolia Pall.                                         | Leipzig        | 762/17           | 7 m                           | 1/2/3/4/6/7   | 601/96        |                | 51.33464 12.3686    |
| ND 3    | Ungarische Eiche Karl-Tauchnitz-Straße 7                                                   | Quercus frainetto Ten.                                          | Leipzig        | 2519/6           | 18 m                          | 1/2/3/4/6/7   | 601/96        |                | 51.33427 12.36731   |
| ND 4    | Edelkastanie Alfred-Kästner-Straße 55                                                      | Castanea sativa Mill.                                           | Leipzig        | 2638/29          | 13 m                          | 1/2/3/4/6/7   | 601/96        |                | 51.32211 12.37723   |
| ND 5    | Japanische Linden vor der Kleinmesse/Jahnallee                                             | Tilia japonica (Miq.) Simk.                                     | Leipzig        | 636/19           | 11 m                          | 1/2/3/4/6/7   | 601/96        |                | 51.33929 12.34398   |
| ND 6    | Bergulme Demmeringstraße 77                                                                | Ulmus glabra Huds.                                              | Lindenau       | 636c             | 14 m                          | 1/2/3/6/8     | 601/96        | Weitere Bilder | 51.33512 12.32398   |
| ND 7    | Stieleiche Demmeringstraße 62                                                              | Quercus robur L.                                                | Lindenau       | 492              | 20 m                          | 2/3/7/8       | 601/96        | Weitere Bilder | 51.33654 12.3277    |
| ND 8    | Stieleiche Karl-Ferlemann-Straße 2                                                         | Quercus robur L.                                                | Lindenau       | 3700/4           | 20 m                          | 2/3/7/8       | 601/96        | Weitere Bilder | 51.33769 12.3264    |
| ND 9    | Gemeine Platane Sebastian-Bach-Straße 53                                                   | Platanus × hispanica Muenchh.                                   | Leipzig        | 3700             | 31 m                          | 2/3/4/5/7     | 601/96        |                | 51.3327 12.35443    |
| ND 10   | Zwei Trauerweiden Triftweg 63 und 67                                                       | Salix alba L. „Tristis“                                         | Connewitz      | 1178             | 6 m                           | 2/3/5/7/8     | 601/96        |                | 51.30635 12.40447   |
| ND 10   | Zwei Trauerweiden Triftweg 63 und 67                                                       | Salix alba L. „Tristis“                                         | Connewitz      | 1180             | 13 m                          | 2/3/5/7/8     | 601/96        |                | 51.30613 12.4048    |
| ND 11   | Drei Linden in der Garskestraße                                                            | Tilia × flaccida Host. (= Tilia americana × Tilia platyphyllos) | Schönau        | 919              | 9 m                           | 1/2/3/4/6/7   | 601/96        | Bild gesucht   | 51.32557 12.29098   |
| ND 11   | Drei Linden in der Garskestraße                                                            | Tilia × flaccida Host. (= Tilia americana × Tilia platyphyllos) | Schönau        | 27/2             | 8 m                           | 1/2/3/4/6/7   | 601/96        | Bild gesucht   | 51.32557 12.29098   |
| ND 11   | Drei Linden in der Garskestraße                                                            | Tilia × flaccida Host. (= Tilia americana × Tilia platyphyllos) | Schönau        | 27/2             | 10 m                          | 1/2/3/4/6/7   | 601/96        | Bild gesucht   | 51.32557 12.29098   |
| ND 13   | Stieleiche Russenstraße                                                                    | Quercus robur L.                                                | Probstheida    | 140/3            | 25 m                          | 2/3/7/8       | 601/96        | Weitere Bilder | 51.30653 12.42889   |
| ND 16   | Gemeine Rosskastanie im Pfarrhof Windorfer Straße 47                                       | Aesculus hippocastanum L.                                       | Kleinzschocher | 17               | 14 m                          | 2/3/4/7       | 601/96        |                | 51.31536 12.32801   |
| ND 17   | Flatterulme im Rittergut Kleinzschocher/Kantatenweg 31                                     | Ulmus laevis Pall.                                              | Kleinzschocher | 8/27             | 12 m                          | 1/2/3/6/7/8   | 601/96        |                | 51.31471 12.32996   |
| ND 18   | Ginkgo im Rittergut Kleinzschocher/Kantatenweg 31                                          | Ginkgo biloba L.                                                | Kleinzschocher | 8/18             | 15 m                          | 1/2/3/4/6/7   | 601/96        | Weitere Bilder | 51.31432 12.32978   |
| ND 19   | Gemeine Eibe Seumestraße 99                                                                | Taxus baccata L.                                                | Knautkleeberg  | 77a              | 14 m                          | 1/2/3/6/7/8   | 601/96        |                | 51.27818 12.31215   |
| ND 20   | Gemeine Esche Oeserstraße 33                                                               | Fraxinus excelsior L.                                           | Schleußig      | 199              | 15 m                          | 2/3/7/8       | 601/96        |                | 51.31943 12.33971   |
| ND 21   | Echter Weinstock (Echter Räuschling) am Markt 7                                            | Vitis vinifera L. ssp. „Sativa“ Gmel.                           | Leipzig        | 4403             |                               | 1/2/3/4       | 603/96        |                | 51.34119 12.37436   |
| ND 22   | Zwei Stieleichen Hans-Driesch-Straße 27                                                    | Quercus robur L.                                                | Leutzsch       | 79/4             | 18 m                          | 2/3/7/8       | 601/96        |                | 51.34989 12.31733   |
| ND 22   | Zwei Stieleichen Hans-Driesch-Straße 27                                                    | Quercus robur L.                                                | Leutzsch       | 79/4             | 17 m                          | 2/3/7/8       | 601/96        |                | 51.34989 12.31733   |
| ND 24   | Ahornblättrige Platane, Robert-Blum-Straße 19 (seit 2022: Wohnanlage am Schloß Schönefeld) | Platanus × hispanica Muenchh.                                   | Schönefeld     | 6/2              | 33 m                          | 2/3/4/7       | 601/96        | Weitere Bilder | 51.3585 12.40854    |
| ND 25   | Gemeine Esche, Robert-Blum-Straße 19 (seit 2022: Wohnanlage am Schloß Schönefeld)          | Fraxinus excelsior L.                                           | Schönefeld     | 6/13             | 18 m                          | 2/3/7/8       | 601/96        | Weitere Bilder | 51.35839 12.4078    |
| ND 26   | Trauerbuche, Robert-Blum-Straße 17a (seit 2022: Wohnanlage am Schloß Schönefeld)           | Fagus sylvatica L. „Pendula“                                    | Schönefeld     | 6/5              | 23 m                          | 1/2/3/4/6/7/8 | 601/96        | Weitere Bilder | 51.35828 12.40913   |
| ND 27   | Blutbuche Abtnaundorfer Straße 46                                                          | Fagus sylvatica L. „Purpurea“                                   | Schönefeld     | 195/6            | 22 m                          | 2/3/476/7/8   | 601/96        | Weitere Bilder | 51.36562 12.42065   |
| ND 28   | Ginkgo Abtnaundorfer Straße 46                                                             | Ginkgo biloba L.                                                | Schönefeld     | 195/6            | 13 m                          | 1/2/3/4/6/7   | 601/96        | Weitere Bilder | 51.36556 12.41989   |
| ND 29   | Flatterulme an der B 2/95                                                                  | Ulmus laevis Pall.                                              | Connewitz      | 1492/6           | 13 m                          | 1/2/3/6/7/8   | 601/96        |                | 51.31782 12.35941   |
| ND 30   | Weiblicher Ginkgo, Karl-Heine-Straße 1                                                     | Ginkgo biloba L.                                                | Plagwitz       | 433/6            | 18 m                          | 1/2/3/4/6/7   | 601/96        |                | 51.3319 12.34855    |
| ND 33   | Flatterulme an der Mühlpleiße/Raschwitzer Straße                                           | Ulmus laevis Pall.                                              | Lößnig         | 54               | 16 m                          | 1/2/3/6/7/8   | 601/96        |                | 51.29461 12.38324   |
| ND 34   | Gemeine Rosskastanie Papiermühlstraße/Ecke Oststraße                                       | Aesculus hippocastanum L.                                       | Stötteritz     | 236/2            | 17 m                          | 2/3/4/7       | 601/96        |                | 51.32271 12.42119   |
| ND 36 b | Dreispitziger Wilder Wein Kochstraße 98                                                    | Parthenocissus tricuspidata (Sieb. et Zucc.) Planch.            | Connewitz      | 451              | Berankung: 15 lfd. m (120 m²) | 2/3/4/6/7     | 602/96        |                | 51.31302 12.37162   |
| ND 37   | Silberahorn Scheffelstraße 39                                                              | Acer saccharinum L. „Wieri“                                     | Connewitz      | 453/2            | 25 m                          | 2/3/4/6/7     | 601/96        |                | 51.31181 12.37494   |
| ND 38   | Traubeneiche Sebastian-Bach-Straße 42                                                      | Quercus petraea (Matt.) Liebl.                                  | Leipzig        | 2878             | 20 m                          | 1/2/3/6/7/8   | 601/96        |                | 51.33332 12.35393   |
| ND 39   | Ginkgo Sebastian-Bach-Straße 42                                                            | Ginkgo biloba L.                                                | Leipzig        | 2878             | 16 m                          | 1/2/3/4/6/7   | 601/96        |                | 51.33335 12.3538    |
| ND 40   | Pyramideneiche Sebastian-Bach-Straße 44                                                    | Quercus robur L. „Fastigiata“                                   | Leipzig        | 2581r            | 12 m                          | 1/2/3/4/6/7/8 | 601/96        |                | 51.33324 12.3531    |
| ND 41   | Gemeine Platane Im Limburgerpark/Bornaische Straße 140                                     | Platanus × hispanica Muenchh.                                   | Dölitz         | 38b              | 25 m                          | 2/3/4/7       | 601/96        | Bild gesucht   | 51.29338 12.38713   |
| ND 42   | Schindelrindige Hickory Im Limburgerpark/Bornaische Straße 140–144                         | Carya ovata (Mill.) K.Koch                                      | Dölitz         | 38/2             | 18 m                          | 1/2/3/4/6/7   | 601/96        | Bild gesucht   | 51.29301 12.38557   |
| ND 43   | Kandelaberarmige Gemeine Rosskastanie Im Limburgerpark/Bornaische Straße 140–144           | Aesculus hippocastanum L.                                       | Dölitz         | 38/2             | 17 m                          | 2/3/4/6/7     | 601/96        | Bild gesucht   | 51.29279 12.38599   |
| ND 44   | Stieleiche Im Limburgerpark/Bornaische Straße 144                                          | Quercus robur L.                                                | Dölitz         | 38/2             | 26 m                          | 2/3/7/8       | 601/96        | Bild gesucht   | 51.29237 12.38744   |
| ND 45   | Edelkastanie Helenenstraße 44                                                              | Castanea sativa Mill.                                           | Dölitz         | 192h             | 13 m                          | 1/2/3/4/6/7   | 601/96        |                | 51.28722 12.3914    |
| ND 46   | Stieleiche Dufourstraße 6/8                                                                | Quercus robur L.                                                | Leipzig        | 872/2            | 33 m                          | 2/3/7/8       | 601/96        |                | 51.32858 12.36948   |
| ND 47   | Gelbe Pavie Dürrplatz/Schleußiger Weg                                                      | Aesculus flava Soland.                                          | Leipzig        | 2562/14          | 15 m                          | 1/2/3/4/6/7/8 | 601/96        |                | 51.32132 12.36057   |
| ND 48   | Weiblicher Ginkgo Wächterstraße 35                                                         | Ginkgo biloba L.                                                | Leipzig        | 3106/2           | 16 m                          | 1/2/3/4/6/7   | 601/96        |                | 51.33335 12.36414   |
| ND 49   | Silberlinde Karl-Tauchnitz-Straße 15                                                       | Tilia tomentosa Moench                                          | Leipzig        | 3106/2           | 18 m                          | 1/2/3/4/6/7   | 601/96        |                | 51.33337 12.36393   |
| ND 50   | Bergulme Hohe Straße 9                                                                     | Ulmus glabra Huds.                                              | Leipzig        | 1071b            | 15 m                          | 1/2/3/6/7/8   | 601/96        |                | 51.32891 12.3791    |
| ND 51   | Gemeine Platane Waldstraße 15                                                              | Platanus × hispanica Muenchh.                                   | Leipzig        | 2100e            | 19 m                          | 2/3/4/7       | 601/96        |                | 51.34354 12.35809   |
| ND 52   | Schlitzblättrige Rotbuche Karl-Tauchnitz-Straße 25                                         | Fagus sylvatica L. „Asplenifolia“                               | Leipzig        | 2588/2           | 25 m                          | 1/2/3/4/6/7/8 | 601/96        |                | 51.33108 12.3637    |
| ND 54   | Gemeine Esche Seumestraße 48                                                               | Fraxinus excelsior L.                                           | Knautkleeberg  | 48               | 20 m                          | 2/3/7/8       | 601/96        |                | 51.28329 12.31407   |
| ND 55   | Menzellinde (Winterlinde) Leostraße/Ecke Lazarusstraße                                     | Tilia cordata Mill.                                             | Schönefeld     | 165/2            | 16 m                          | 1/2/3/4/7/8   | 601/96        | Weitere Bilder | 51.3608 12.41342    |
| ND 56   | Winter-Linde, Theodor-Neubauer-Straße / Ecke Borsdorfer Straße                             | Tilia cordata Mill.                                             | Crottendorf    | 384/2            | 17 m                          | 2/3/4/7/8     | 601/96        | Weitere Bilder | 51.33529 12.41107   |
| ND 57   | Winter-Linde Altes Dorf 2/Portitz                                                          | Tilia cordata Mill.                                             | Portitz        | 56/1             | 21 m                          | 2/3/4/7/8     | 601/96        |                | 51.38604 12.4495    |
| ND 59   | Ungarische Eiche Erich-Zeigner-Allee 43 a                                                  | Quercus frainetto Ten.                                          | Plagwitz       | 123              | 33 m                          | 1/2/3/4/6/7/8 | 601/96        |                | 51.32849 12.33936   |
| ND 63   | Roteiche Viertelsweg/Ecke Heinrich-Budde-Straße                                            | Quercus rubra L.                                                | Gohlis         | 1886             | 25 m                          | 2/3/4/7       | 601/96        |                | 51.3713 12.37362    |
| ND 64   | Blutbuche Kirschbergstraße 48                                                              | Fagus sylvatica L. „Purpurea“                                   | Möckern        | 144a             | 23 m                          | 1/2/3/6/7/8   | 601/96        |                | 51.36455 12.34853   |
| ND 65   | Sumpfzypresse Weinligstraße 14                                                             | Taxodium distichum L. (Rich.)                                   | Gohlis         | 24b              | 9 m                           | 1/2/3/4/6/7   | 601/96        |                | 51.35955 12.36069   |
| ND 66   | Gleditschie Alte Straße am Rathaus Plagwitz                                                | Gleditsia triacanthos L.                                        | Plagwitz       | 426              | 13 m                          | 1/2/3/4/6/7   | 601/96        |                | 51.32956 12.34063   |
| ND 67   | Stieleiche Käthe-Kollwitz-Straße 62                                                        | Quercus robur L.                                                | Leipzig        | 2578s            | 23 m                          | 2/3/7/8       | 601/96        |                | 51.33566 12.35533   |
| ND 69   | Winter-Linde Ritter-Pflugk-Straße 26 am Gut Knauthain                                      | Tilia cordata Mill.                                             | Knauthain      | 1d               | 13 m                          | 2/3/7/8       | 601/96        |                | 51.27446 12.31632   |
| ND 70   | Pyramideneiche Ritter-Pflugk-Straße 20                                                     | Quercus robur L. „Fastigiata“                                   | Knauthain      | 2                | 11 m                          | 1/2/3/6/7/8   | 601/96        | Weitere Bilder | 51.27427 12.31572   |
| ND 71   | Flatterulme Samuel-Lampel-Straße 1                                                         | Ulmus laevis Pall.                                              | Mockau         | 35/2             | 17 m                          | 1/2/3/6/7/8   | 601/96        | Bild gesucht   | 51.37633 12.41895   |
| ND 72   | Sommer-Linde Plösener Straße 4                                                             | Tilia platyphyllos Scop.                                        | Thekla         | 225              | 18 m                          | 1/2/3/6/7/8   | 601/96        |                | 51.38219 12.4351    |
| ND 73   | Blutbuche Abtnaundorfer Straße 60                                                          | Fagus sylvatica L. „Purpurea“                                   | Abtnaundorf    | 14/1             | 28 m                          | 1/2/3/6/7/8   | 601/96        | Weitere Bilder | 51.36882 12.41856   |
| ND 75   | Japanischer Schnurbaum Sebastian-Bach-Straße 44                                            | Sophora japonica L.                                             | Leipzig        | 2581r            | 20 m                          | 1/2/3/4/6/7   | 601/96        | Bild gesucht   | 51.33327 12.35345   |
| ND 76   | Sommer-Linde Sebastian-Bach-Straße 53                                                      | Tilia platyphyllos Scop.                                        | Leipzig        | 3700/3           | 12 m                          | 1/2/3/6/7/8   | 601/96        |                | 51.33298 12.354     |
| ND 77   | Blutbuche Hillerstraße 2                                                                   | Fagus sylvatica L. „Purpurea“                                   | Leipzig        | 2591a            | 29 m                          | 1/2/3/6/7/8   | 601/96        | Bild gesucht   | 51.3362 12.36191    |
| ND 78   | Winter-Linde Lützner Straße 9                                                              | Tilia cordata Mill.                                             | Lindenau       | 1315             | 15 m                          | 1/2/3/7/8     | 601/96        |                | 51.33522 12.33719   |
| ND 79   | Schwarzpappel Paul-Küstner-Straße 27/29                                                    | Populus nigra L.                                                | Lindenau       | 704e             | 23 m                          | 1/2/3/6/7/8   | 601/96        |                | 51.34425 12.32401   |
| ND 81   | Zwei Silberahorne Nonnenstraße 5                                                           | Acer saccharinum L.                                             | Plagwitz       | 26               | 17 m                          | 1/2/3/6/7     | 1036/97       | Bild gesucht   | 51.33031 12.34759   |
| ND 81   | Zwei Silberahorne Nonnenstraße 5                                                           | Acer saccharinum L.                                             | Plagwitz       | 26               | 19 m                          | 1/2/3/6/7     | 1036/97       | Bild gesucht   | 51.33031 12.34759   |
| ND 83   | Japanischer Schnurbaum Nonnenstraße 1                                                      | Sophora japonica L.                                             | Plagwitz       | 24/1             | 23 m                          | 1/2/3/4/6/7   | 1036/97       | Bild gesucht   | 51.33124 12.34808   |
| ND 86   | Schwarznuss Querstraße 25                                                                  | Juglans nigra L.                                                | Leipzig        | 1616             | 29 m                          | 1/2/3/4/6/7   | 1036/97       |                | 51.34128 12.38497   |
| ND 87   | Gemeine Platane Chopinstraße 22                                                            | Platanus × hispanica Muenchh.                                   | Leipzig        | 1653s            | 21 m                          | 1/2/3/4/6/7   | 1036/97       |                | 51.34331 12.39047   |
| ND 88   | Robinie Lützowstraße 34                                                                    | Robinia pseudoacacia L.                                         | Gohlis         | 368/5            | 18 m                          | 1/2/3/4/6/7   | 1036/97       |                | 51.36338 12.37409   |
| ND 90   | Bergahorn Naunhofer Straße                                                                 | Acer pseudoplatanus L.                                          | Probstheida    | 205/1            | 15 m                          | 2/3/4/6/7/8   | 1036/97       |                | 51.31056 12.42711   |
| ND 90   | Bergahorn Naunhofer Straße                                                                 | Acer pseudoplatanus L.                                          | Stötteritz     | 325/5            | 15 m                          | 2/3/4/6/7/8   | 1036/97       |                | 51.31056 12.42711   |
| ND 91   | Libanon-Eiche Ludwigsburger Straße 2                                                       | Quercus libani Oliv.                                            | Schönau        | 1609             | 18 m                          | 1/2/3/4/6/7   | 1036/97       |                | 51.32325 12.29056   |
| ND 92   | Friedenseiche Am Hirtenhaus/Ecke Rittergutsstraße                                          | Quercus robur L.                                                | Wahren         | 1009/1           | 21 m                          | 2/3/5/7/8     | 1036/97       |                | 51.37274 12.32244   |
| ND 93   | Schwarzpappel Damaschkestraße 21                                                           | Populus nigra L.                                                | Wahren         | 176/15           | 21 m                          | 2/3/4/6/7/8   | 1036/97       | Bild gesucht   | 51.38229 12.32742   |
| ND 94   | Dreispitziger Wilder Wein Kochstraße 4                                                     | Parthenocissus tricuspidata                                     | Leipzig        | 2524y            | Berankung: 80 lfd. m (650 m²) | 2/3/4/6/7     | 602/96        |                | 51.32401 12.37283   |
| ND 96   | Stieleiche am Torhaus Dölitz                                                               | Quercus robur L.                                                | Dölitz         | 115/1            | 21 m                          | 2/3/5/7/8     | 1036/97       |                | 51.28777 12.38873   |
| ND 97   | Robinien an der Grünfläche Max-Planck-Straße/Friedrich-Ebert-Straße                        | Robinia pseudoacacia L. „Intermis“                              | Leipzig        | 2098p            | 9 m                           | 1/2/3/4/6/7   | 1036/97       |                | 51.34511 12.35436   |
| ND 98   | Trauerweide Straße des 18. Oktober 4                                                       | Salix alba L. „Tristis“                                         | Leipzig        | 3835/20          | 21 m                          | 2/3/4/6/7/8   | 1036/97       |                | 51.32803 12.38324   |
| ND 100  | Japanischer Schnurbaum am Floßplatz                                                        | Sophora japonica L.                                             | Leipzig        | 891/1            | 23 m                          | 1/2/3/4/6/7   | 1036/97       |                | 51.33135 12.37168   |
| ND 101  | Große Eiche Leinestraße                                                                    | Quercus robur L.                                                | Dösen          | 28m              | 20 m                          | 2/3/5/7/8     | 1037/97       | Weitere Bilder | 51.2867 12.40633    |
| ND 102  | Zwei Stieleichen Ritter-Pflugk-Straße/Knauthain                                            | Quercus robur L.                                                | Knauthain      | 350/2            | 24 m                          | 2/3/5/7/8     | 1037/97       |                | 51.27528 12.31875   |
| ND 102  | Zwei Stieleichen Ritter-Pflugk-Straße/Knauthain                                            | Quercus robur L.                                                | Knauthain      | 350/2            | 19 m                          | 2/3/5/7/8     | 1037/97       |                | 51.27528 12.31875   |
| ND 103  | Lindenallee Schönau                                                                        | Tilia spec.                                                     | Schönau        | 766              | 13 m                          | 2/3/4/7/8     | 1037/97       |                | 51.32131 12.29668   |
| ND 104  | Japanischer Schnurbaum An der Milchinsel 4                                                 | Sophora japonica L.                                             | Leipzig        | 1653/1           | 10 m                          | 1/2/3/4/6/7   | 1037/97       | Bild gesucht   | 51.3427 12.39203    |
| ND 105  | Einblatt-Robinie Marienplatz 1                                                             | Robinia pseudoacacia L. „Monophylla“                            | Leipzig        | 1653g            | 15 m                          | 1/2/3/4/6/7   | 1037/97       |                | 51.34284 12.3923    |
| ND 106  | Amerikanische Buche am Schulbiologiezentrum Schleußiger Weg 3–5                            | Fagus grandifolia Ehrh.                                         | Leipzig        | 2558/1           | 13 m                          | 1/2/3/4/6/7   | 1037/97       |                | 51.32046 12.36006   |
| ND 107  | Silberpappel Kolmstraße                                                                    | Populus alba L.                                                 | Stötteritz     | 122/13           | 15 m                          | 2/3/7/8       | 1142/98       |                | 51.31808 12.42633   |
| ND 109  | Bergahorn Geithainer Straße 7                                                              | Acer pseudoplatanus L.                                          | Stünz          | 247              | 19 m                          | 2/3/7/8       | 1142/98       | Weitere Bilder | 51.3422 12.43557    |
| ND 110  | Holländische Linde, Hofer Straße 58                                                        | Tilia × vulgaris Hayne                                          | Reudnitz       | 354              | 24 m                          | 2/3/7/8       | 1142/98       | Bild gesucht   | 51.32886 12.41349   |
| ND 111  | Feldahorn, Paul-List-Straße 19                                                             | Acer campestre L.                                               | Leipzig        | 1133             | 16 m                          | 2/3/6/7/8     | 1142/98       |                | 51.33052 12.38407   |
| ND 112  | Weidenblättrige Birne Philipp-Rosenthal-Straße 27                                          | Pyrus salicifolia Pall.                                         | Leipzig        | 1145             | 8 m                           | 1/2/4/6/7     | 1142/98       |                | 51.32849 12.38689   |
| ND 114  | Stieleiche Helenenstraße                                                                   | Quercus robur L.                                                | Dölitz         | 115/4            | 21 m                          | 2/3/5/7/8     | 1142/98       |                | 51.28749 12.38919   |
| ND 115  | Stieleiche Coppistraße 2                                                                   | Quercus robur L.                                                | Eutritzsch     | 737              | 20 m                          | 2/3/5/7/8     | 1142/98       | Bild gesucht   | 51.36612 12.38435   |
| ND 116  | Zerreiche Windorfer Straße                                                                 | Quercus cerris L.                                               | Kleinzschocher | 3                | 14 m                          | 1/2/4/6       | 1142/98       |                | 51.31277 12.32697   |
| ND 117  | Luther-Linde an der Apostelkirche Großzschocher                                            | Tilia × vulgaris Hayne                                          | Großzschocher  | 53               | 18 m                          | 2/3/6/7/8     | 1142/98       |                | 51.30017 12.32834   |
| ND 119  | Walnusshybride im Alumnat Hillerstraße 8–10                                                | Juglans × intermedia Carr.                                      | Leipzig        | 2591b            | 24 m                          | 1/2/4/6/7     | 1142/98       |                | 51.33685 12.36046   |
| ND 121  | Gemeine Rosskastanie, Eigenheimstraße                                                      | Aesculus hippocastanum L.                                       | Dösen          | 215              | 18 m                          | 2/4/6/7       | 1142/98       | Weitere Bilder | 51.28433 12.40795   |
| ND 122  | Tulpenbaum Im Limburgerpark/Bornaische Straße 144                                          | Liriodendron tulipifera L.                                      | Dölitz         | 38/2             | 20 m                          | 1/2/4/6/7     | 1142/98       | Bild gesucht   | 51.29288 12.3876    |
| ND 123  | Sumpfzypresse Karl-Heine-Straße 2                                                          | Taxodium distichum (L.) L.C.Rich.                               | Plagwitz       | 1                | 15 m                          | 1/2/4/6/7     | 1142/98       |                | 51.33228 12.34877   |
| ND 124  | Flatterulme Karl-Heine-Straße 2                                                            | Ulmus laevis Pall.                                              | Plagwitz       | 1                | 22 m                          | 2/3/6/7/8     | 1142/98       |                | 51.33302 12.34842   |
| ND 125  | Blutbuche Karl-Heine-Straße 24                                                             | Fagus sylvatica L. „Purpurea“                                   | Plagwitz       | 77a              | 22 m                          | 2/3/6/7/8     | 1142/98       |                | 51.33267 12.3421    |
| ND 126  | Japanischer Schnurbaum Karl-Heine-Straße 24 b                                              | Sophora japonica L.                                             | Plagwitz       | 77/1             | 19 m                          | 1/2/4/6/7     | 1142/98       |                | 51.33269 12.3412    |
| ND 127  | Silberlinde Erich-Zeigner-Allee 15                                                         | Tilia tomentosa Moench                                          | Plagwitz       | 78               | 20 m                          | 1/2/4/6/7     | 1142/98       |                | 51.33306 12.34145   |
| ND 128  | Schlitzblättrige Rotbuche Erich-Zeigner-Allee 15                                           | Fagus sylvatica L. „Asplenifolia“                               | Plagwitz       | 78               | 19 m                          | 2/3/4/6/7/8   | 1142/98       | Bild gesucht   | 51.3332 12.34172    |
| ND 129  | Gemeine Eibe Erich-Zeigner-Allee 9                                                         | Taxus baccata L.                                                | Plagwitz       | 82               | 14 m                          | 2/3/6/7/8     | 1142/98       | Bild gesucht   | 51.3341 12.34186    |
| ND 130  | Schwedische Mehlbeere Erich-Zeigner-Allee 9                                                | Sorbus intermedia (Ehrh.) Pers.                                 | Plagwitz       | 82               | 11 m                          | 2/3/6/8       | 1142/98       |                | 51.33419 12.34121   |
| ND 131  | Gemeine Platane, Gustav-Adolf-Straße 19                                                    | Platanus × Hispanica Muenchh.                                   | Leipzig        | 2083/1           | 22 m                          | 1/2/3/4/7     | 1522/99       |                | 51.34417 12.36352   |
| ND 132  | Kaukasische Flügelnuss Fritz-Seger-Straße 10                                               | Pterocarya pterocarpa (Michx.) ex I.Ilinsk.                     | Gohlis         | 412              | 20 m                          | 1/2/3/4/6/7   | 1522/99       |                | 51.35844 12.3713    |
| ND 133  | Weiblicher Ginkgo Inselstraße 23                                                           | Ginkgo biloba L.                                                | Leipzig        | 1681/2           | 13 m                          | 1/2/3/4/6/7   | 1522/99       | Bild gesucht   | 51.34153 12.38992   |
| ND 135  | Stieleiche Meusdorfer Straße 14 a                                                          | Quercus robur L.                                                | Connewitz      | 1691             | 22 m                          | 2/3/5/7/8     | 1522/99       |                | 51.30393 12.37582   |
| ND 136  | Zweistämmige Feldulme Wolfgang-Heinze-Straße 31                                            | Ulmus minor Mill.                                               | Connewitz      | 266              | 21 m                          | 2/3/6/7/8     | 1522/99       |                | 51.30659 12.37409   |
| ND 136  | Zweistämmige Feldulme Wolfgang-Heinze-Straße 31                                            | Ulmus minor Mill.                                               | Connewitz      | 266              | 19 m                          | 2/3/6/7/8     | 1522/99       |                | 51.30659 12.37409   |
| ND 137  | Blutbuche Schwägrichenstraße 23                                                            | Fagus sylvatica L. „Purpurea“                                   | Leipzig        | 3248/1           | 22 m                          | 2/3/6/7/8     | 1522/99       |                | 51.32756 12.36614   |
| ND 138  | Gemeine Platane Leibnizstraße 12                                                           | Platanus × Hispanica Muenchh.                                   | Leipzig        | 2053             | 27 m                          | 1/2/3/4/7     | 1522/99       |                | 51.34416 12.36446   |
| ND 140  | Gemeine Platane, Paul-Gruner-Straße 26                                                     | Platanus × Hispanica Muenchh.                                   | Leipzig        | 944b             | 28 m                          | 1/2/3/4/7     | 1522/99       |                | 51.32853 12.37704   |
| ND 141  | Kornelkirsche Richard-Lehmann-Straße 30                                                    | Cornus mas L.                                                   | Connewitz      | 450/2            | 10,5 m                        | 2/3/6/7/8     | 1522/99       |                | 51.31454 12.37045   |
| ND 143  | Bergulme Hinrichsenstraße 17                                                               | Ulmus glabra Huds.                                              | Leipzig        | 3185u            | 17 m                          | 2/3/6/7/8     | 1522/99       | Bild gesucht   | 51.34469 12.36186   |
| ND 145  | Steinlinde Plaußig                                                                         | Tilia cordata Mill.                                             | Plaußig        | 16               | 11 m                          | 2/3/4/7       | 1522/99       | Weitere Bilder | 51.39212 12.45592   |
| ND 146  | Stieleiche am Badeweg                                                                      | Quercus robur L.                                                | Großzschocher  | 360a             | 22 m                          | 2/3/5/7/8     | 1522/99       |                | 51.29405 12.33075   |
| ND 147  | Gemeine Esche Ferdinand-Jost-Straße 24 a                                                   | Fraxinus excelsior L.                                           | Stötteritz     | 21a              | 18 m                          | 2/3/6/7/8     | 1522/99       |                | 51.32038 12.41769   |
| ND 149  | Stieleiche Blumenstraße 72                                                                 | Quercus robur L.                                                | Gohlis         | 310              | 23 m                          | 2/3/5/7/8     | 1522/99       |                | 51.36272 12.37262   |
| ND 154  | Zwei Flatterulmen Prinz-Eugen-Straße 25                                                    | Ulmus laevis Pall.                                              | Connewitz      | 154              | 20 m                          | 2/3/6/7/8     | 1522/99       |                | 51.30142 12.38071   |
| ND 154  | Zwei Flatterulmen Prinz-Eugen-Straße 25                                                    | Ulmus laevis Pall.                                              | Connewitz      | 154              | 20 m                          | 2/3/6/7/8     | 1522/99       |                | 51.30142 12.38071   |
| ND 156  | Stieleiche Karl-Heine-Straße 41                                                            | Quercus robur L.                                                | Plagwitz       | 8                | 24 m                          | 2/3/5/7/8     | 1522/99       | Bild gesucht   | 51.33268 12.34459   |
| ND 158  | Stieleiche Kantatenweg 5                                                                   | Quercus robur L.                                                | Kleinzschocher | 329/14           | 23 m                          | 2/3/5/7/8     | 1522/99       |                | 51.316171 12.330764 |
| ND 159  | Feldulme Pölitzstraße 32                                                                   | Ulmus minor Mill.                                               | Gohlis         | 461c             | 15 m                          | 2/3/6/7/8     | 1522/99       |                | 51.35822 12.35598   |
| ND 160  | Blutbuche Prinz-Eugen-Straße 28                                                            | Fagus sylvatica L. „Purpurea“                                   | Connewitz      | 164              | 21 m                          | 2/3/6/7/8     | 1522/99       |                | 51.30138 12.37818   |
| ND 165  | Lindenallee Breitenfeld                                                                    |                                                                 | Breitenfeld    | 583              |                               |               |               | Weitere Bilder | 51.40104 12.34138   |
| ND 166  | Lindenallee Lützschena                                                                     | Tilia × euchlora K.Koch                                         | Hänichen       | 87/3, 89/3       |                               |               |               |                | 51.38816 12.26593   |
| ND 167  | Eiche am Luppeflutbett (sogenannte „Doppeleiche“)                                          |                                                                 | Quasnitz       | 40               |                               |               |               | Bild gesucht   | 51.37975 12.27422   |
| ND 168  | „Ein alter Lindenbaum“ im Friedhof Hänichen                                                | Quercus robur                                                   | Hänichen       | 18a              |                               |               |               |                | 51.38414 12.26677   |
| ND 177  | Stieleiche in der Hohlen Gasse 8, Lützschena-Stahmeln                                      |                                                                 | Quasnitz       | 34/1             |                               |               |               | Bild gesucht   | 51.38109 12.27588   |

Anmerkungen:
1. ↑  Schutzzweck ist die Sicherung und Erhaltung der Naturdenkmale sowie deren unmittelbar angrenzender Umgebung aus folgenden Gründen:

  1. Erhaltung aus wissenschaftlichen Gründen,
  2. Erhaltung aus naturgeschichtlichen Gründen,
  3. Erhaltung aus landeskundlichen Gründen,
  4. Erhaltung aus kulturellen Gründen,
  5. Erhaltung zur Sicherung von Lebensgemeinschaften oder Lebensstätten bestimmter Tiere und Pflanzen,
  6. Erhaltung wegen deren Seltenheit,
  7. Erhaltung wegen deren besonderer Ausprägung und Eigenart,
  8. Erhaltung wegen deren landestypischer Schönheit.
2. 1 2 3 4 5 6 7 8 9 10 11 12 13 14 15 16 17 18 19 20 21 22 23 24 25 26 27 28 29 30 31 32 33 34  nach Verordnungserlass wurde die Flurstücksnummer geändert
3. 1 2 3 4 5 6  aus DDR-Recht übergeleitetes Naturdenkmal
4. 1 2 3 4 5 6  Bis 1992 gab es nur diese sechs Baumnaturdenkmale in Leipzig. Ab diesem Zeitpunkt wurden etwa 140 Verfahren zur Unterschutzstellung weiterer Bäume eingeleitet. Vgl. Aegerter, Schaarschmidt, Reusch: Bäume. Naturdenkmale in Leipzig. S. 4.

## Geologische Einzelobjekte
| lfd. Nr. | offizieller Name                                 | Gemarkung         | Flurstück Nummer | Bemerkungen | Bild              | Lage               |
| -------- | ------------------------------------------------ | ----------------- | ---------------- | --- | ----------------- | ------------------ |
| 201      | Braunkohlenquarzit am Goerdelerring              | Leipzig           | 4377/9           | Gesteinsbrocken aus Braunkohlenquarzit, aufgestellt am kleinen Park am Goerdelerring, nördlich des Richard-Wagner-Denkmal                                                                   | Weitere Bilder    | 51.34284 12.37046  |
| 202      | Granitfindling Am langen Teiche                  | Portitz           | 16               | Granitfindling südlich des Dorfteich im Stadtteil Portitz, nahe Kreuzung Tauchaer Straße/Am langen Teiche und Ligusterweg                                                                   | Weitere Bilder    | 51.38414 12.45388  |
| 203      | Granitfindling Brunnenweg                        | Portitz           | 221/8            | Granitfindling aus Südskandinavien, gelangte während Saale-Eiszeit nach Mitteldeutschland und befindet sich am westlichen Ende des Brunnenweg in Leipzig-Portitz                            | Weitere Bilder    | 51.38455 12.45937  |
| 204      | Granitfindling Zwickauer Straße                  | Connewitz         | 1600             | großer Findling (auch Riesenstein genannt) an Kreuzung Zwickauer Straße/Probstheidaer Straße im Stadtteil Connewitz                                                                         | Weitere Bilder    | 51.30332 12.396    |
| 205      | Sandsteinfindling Fritz-Siemon-Straße            | Schönefeld        | 847              | Findling aus verzementierten Sandstein in der Grünanlage zwischen Fritz-Siemon-Straße und Volksgartenstraße in Leipzig-Schönefeld                                                           | Weitere Bilder    | 51.35312 12.419998 |
| 206      | Granitfindlinge Bautzner Straße                  | Schönefeld        | 736/21           | drei Findlinge in Bautzner Straße (neben Nr. 67), Leipzig-Schönefeld, neben Bushaltestelle Bautzner-/Bästleinstraße                                                                         | Weitere Bilder    | 51.35751 12.43142  |
| 207      | Gneisfindling Mascovstraße                       | Anger-Crottendorf | 451              | Findling aus Gneis am nördlichen Ende der Mascovstraße in Anger-Crottendorf gegenüber Abzweig Krönertstraße, neben ehemaliger Kita "Haus Sonnenblume"                                       | Weitere Bilder    | 51.33903 12.41635  |
| 208      | Granitfindling Engelsdorf/Sommerfeld             | Sommerfeld        | 85/1             | großer Granitfindling in einer Findlingsgruppe im westlichen Teil der Grünanlage auf dem Arnoldplatz im Stadtteil Engelsdorf/Ortsteil Sommerfeld                                            | Weitere Bilder    | 51.34776 12.49027  |
| 209      | Granitfindling am Birkenholz                     | Breitenfeld       | 165              | Findling nördlich der A 14 am Rande des Waldstücks Birkenholz | Weitere Bilder    | 51.41407 12.34479  |
| 210      | Drei Granitfindlinge bei den Bienitzhügelgräbern | Burghausen        | 255/3            | |                   | 51.35142 12.2481   |
| 210      | Drei Granitfindlinge bei den Bienitzhügelgräbern | Burghausen        | 255/4            | | 51.35132 12.24795 |                    |
| 210      | Drei Granitfindlinge bei den Bienitzhügelgräbern | Burghausen        | 337/3            | | 51.35133 12.24853 |                    |
| 211      | Granitgneis, Althener Str.                       | Engelsdorf        | 128              | 2020 bei Bauarbeiten in Althener Str. gefundener skandinavischer Granitgneis-Findling, welcher mit Beschluss des Ortschaftsrat Engelsdorf 2021 an Ecke Hirschfelder Str. aufgestellt wurde. | Weitere Bilder    | 51.33489 12.49014  |

## Flächennaturdenkmale
| lfd. Nr. | offizieller Name                                           | Gemarkung         | Flurstück Nummer | Fläche      | Schutzzweck | Beschluss-Nr.          | Bild           | Lage              |
| -------- | ---------------------------------------------------------- | ----------------- | ---------------- | ----------- | --- | ---------------------- | -------------- | ----------------- |
| FND 1    | Schliefplatz                                               | Connewitz         | 1494, 1497       | 3,96 ha     | |                        | Bild gesucht   | 51.29814 12.37427 |
| FND 2    | Grauwackesteinbruch                                        | Großzschocher     | 746a, 747        | 0,15 ha     | Erhaltung des einzigen noch zugänglichen Aufschlusses der Leipziger Grauwacke als älteste Gesteinsurkunde in Nordwestsachsen | 956/02                 |                | 51.31208 12.31619 |
| FND 4    | Sumpfgebiet Schönauer Lachen                               | Schönau           | 84/1             | 8,33 ha     | Erhaltung eines Sumpfgebietes mit großer Bedeutung für Brutvögel und Durchzügler; Schutz des Vorkommens von Großem Zweiblatt (Lystera ovata), Sumpfsitter (Epipactis palustris) und Sumpf-Herzblatt (Parnassia palustris) | 29.05.1985             | Weitere Bilder | 51.32747 12.30088 |
| FND 4    | Sumpfgebiet Schönauer Lachen                               | Lindenau          | 648/23           | 8,33 ha     | Erhaltung eines Sumpfgebietes mit großer Bedeutung für Brutvögel und Durchzügler; Schutz des Vorkommens von Großem Zweiblatt (Lystera ovata), Sumpfsitter (Epipactis palustris) und Sumpf-Herzblatt (Parnassia palustris) | 29.05.1985             | Weitere Bilder | 51.32747 12.30088 |
| FND 5    | Schulgartenweiher Stötteritz                               | Stötteritz        | 762/31           | 200 m²      | Erhaltung des Kleingewässers der Freiluftschule des Schulbiologiezentrums Leipzig als wertvolles Amphibienlaichgewässer für Erdkröte (Bufo bufo) und Teichmolch (Lissotriton vulgaris) | 8293/89                | Bild gesucht   | 51.31657 12.42941 |
| FND 6    | Stauteich Lößnig/Dölitz                                    | Lößnig            | 264              | ca. 2,74 ha | Erhaltung des Vorkommens von seltenen, landschaftstypischen floristischen Besonderheiten | 177/95                 | Bild gesucht   | 51.29859 12.403   |
| FND 8    | Feuchtwiese Parkkrankenhaus Dösen                          | Dösen             | 52/5             | ca. 1,0 ha  | Erhaltung der Funktion als Lebensraumkomplex (Wald-Wiese-Bach) von örtlicher, regionaler und landesweiter Bedeutung mit Feuchtwiese, naturnah ausgeprägten Gehölz- bzw. Waldbereichen und angrenzenden Biotoptypen | 21.08.1996             | Bild gesucht   | 51.28873 12.4223  |
| FND 11   | Vierackerwiesen und Froschteich                            | Leutzsch          | 207u, 218, 219/1 | ca. 1,8 ha  | Erhaltung eines strukturreichen, repräsentativen Landschaftsteiles, bestehend aus seltener, wechseltrockener Auwiese, Fließgewässer und Teich | 1042/97                | Bild gesucht   | 51.35331 12.3248  |
| FND 16   | Streuobstwiese Stahmelner Straße                           | Wahren            | 259/1            | 1,22 ha     | Erhaltung und langfristige Sicherung einer Streuobstwiese, Erhaltung einer traditionellen Nutzungsform von Obstbaumbeständen und Grünlandstandorten aus landeskundlichen Gründen | 1418/03                | Bild gesucht   | 51.3734 12.31443  |
| FND 23   | Bruch am Hafen                                             | Schönau           | 65/3, 84/1       | 4,74 ha     | Sicherung und Erhaltung des ehemaligen Kiesgrubenrestlochs, Sicherung eines naturnahen, unbewirtschafteten Kleingewässers, Bewahrung des Kontrastes zwischen naturnahen Strukturen und künstlich geschaffenen Reliefs, Erhaltung bemerkenswerter Vorkommen seltener und geschützter Moosarten, Erhaltung des Robinienwaldes                                                       | 151/04                 | Bild gesucht   | 51.33313 12.29424 |
| FND 23   | Bruch am Hafen                                             | Lindenau          | 648/12, 726      | 4,74 ha     | Sicherung und Erhaltung des ehemaligen Kiesgrubenrestlochs, Sicherung eines naturnahen, unbewirtschafteten Kleingewässers, Bewahrung des Kontrastes zwischen naturnahen Strukturen und künstlich geschaffenen Reliefs, Erhaltung bemerkenswerter Vorkommen seltener und geschützter Moosarten, Erhaltung des Robinienwaldes                                                       | 151/04                 | Bild gesucht   | 51.33313 12.29424 |
| FND 40   | Bienitzwesthang                                            | Burghausen        | 337/3            | 2,96 ha     | |                        | Bild gesucht   | 51.35381 12.24533 |
| FND 41   | 29 Erlenbäume und Sträucher von Weiden, Holunder und Erlen | Kleinwiederitzsch | 36, 641, 703     | 1,7 ha      | |                        | Bild gesucht   | 51.4021 12.3713   |
| FND 42   | Gundorfer Lache                                            | Gundorf           | 105, 109a        | ca. 2,3 ha  | Sicherung und Entwicklung eines ehemaligen Lehmstichs als wertvolles Landschaftselement und Biotop in der Leipziger Auenlandschaft | 1045/02                | Bild gesucht   | 51.37062 12.26189 |
| FND      | Bläulingswiese Holzhausen                                  | Holzhausen        | 323/2            | ca. 1,43 ha | Erhalt einer artenreichen, extensiv genutzten Flachland-Mähwiese mit einem individuenreichen Bestand des Großen Wiesenknopfs (Sanguisorba officinalis), Bewahrung des auf der Fläche reproduzierenden Dunklen Wiesenknopf-Ameisenbläulings (Maculinea nausithous), Erhalt weiterer Tier- und Pflanzenarten der Roten Listen Sachsen, z. B. der Grauen Kratzdistel (Cirsium canum) | 13.01.2013, 21.12.2014 | Bild gesucht   | 51.30557 12.49761 |

Anmerkungen:
1. 1 2  nach Verordnungserlass wurde die Flurstücksnummer geändert
2. ↑  einstweilige Sicherstellung als Naturdenkmal befristet auf vier Jahre mit Anordnung der sofortigen Vollziehung per Allgemeinverfügung

## Ehemalige Naturdenkmale
| Nr.     | offizieller Name                                                                              | Gemarkung      | Flurstück Nr. | Bemerkungen | Bild         | Lage/ehemaliger Standort             |
| ------- | --------------------------------------------------------------------------------------------- | -------------- | ------------- | --- | ------------ | ------------------------------------ |
| ND 12   | Holländische Ulme (Ulmus × hollandica Mill.)                                                  | Leipzig        |               | mit Beschluss-Nr. 601/96 ausgewiesen, Baum nicht mehr existierend |              | Lange Straße 23                      |
| ND 23   | Silberlinde Reudnitz (Tilia tomentosa Moench)                                                 | Reudnitz       |               | mit Beschluss-Nr. 601/96 ausgewiesen, Baum nicht mehr existierend |              | Egelstraße 13                        |
| ND 32   | Ungarische Eiche Lößnig (Quercus frainetto Ten.)                                              | Lößnig         |               | mit Beschluss-Nr. 601/96 ausgewiesen, Baum nicht mehr existierend |              | an der Mühlpleiße/Raschwitzer Straße |
| ND 35   | Stieleiche, Tauchnitz-Str. (Quercus robur L.)                                                 | Leipzig        |               | mit Beschluss-Nr. 601/96 ausgewiesen, Baum nicht mehr existierend |              | Karl-Tauchnitz-Straße                |
| ND 36 a | Dreispitziger Wilder Wein, Kochstr. 84 (Parthenocissus tricuspidata (Sieb. et Zucc.) Planch.) | Connewitz      |               | mit Beschluss-Nr. 602/96 ausgewiesen, nicht mehr existierend |              | Kochstr. 84                          |
| ND 53   | Gemeine Rosskastanie Seumestraße (Aesculus hippocastanum L.)                                  | Knautkleeberg  |               | mit Beschluss-Nr. 601/96 ausgewiesen, Baum nicht mehr existierend |              | Seumestr. 2                          |
| ND 61   | Feldulme Windorfer Str. (Ulmus minor Mill.)                                                   | Kleinzschocher |               | mit Beschluss-Nr. 601/96 ausgewiesen, Baum nicht mehr existierend |              | Windorfer Str. 80                    |
| ND 62   | Stieleiche Richard-Lehmann-Str. 8 (Quercus robur L.)                                          | Connewitz      |               | mit Beschluss-Nr. 601/96 ausgewiesen, Baum nicht mehr existierend |              | 51.31431 12.36632                    |
| ND 68   | Gemeine Rosskastanie, Arno-Nitzsche-Str. (Aesculus hippocastanum L.)                          | Connewitz      |               | mit Beschluss-Nr. 601/96 ausgewiesen, Baum nicht mehr existierend |              | Arno-Nitzsche-Str. 9                 |
| ND 84   | Hainbuche Plagwitz<                                                                           | Plagwitz       |               | mit Beschluss-Nr. 1036/97 ausgewiesen, Baum nicht mehr existierend |              | Alte Str. 2                          |
| ND 95   | Grenzlinde Schönau                                                                            | Schönau        |               | mit Beschluss-Nr. 1036/97 ausgewiesen, Baum nicht mehr existierend |              | Alte Salzstraße                      |
| ND 118  | Schwarznuss, Liebigstr.                                                                       | Leipzig        |               | mit Beschluss-Nr. 1142/98 ausgewiesen, Baum nicht mehr existierend |              | Liebigstr.                           |
| ND 134  | Nordamerikanischer Zürgelbaum Pfaffendorfer Str. 33                                           | Leipzig        |               | mit Beschluss-Nr. 1522/99 ausgewiesen, aufgehoben 2008 |              | Pfaffendorfer Str. 33                |
| ND 142  | Luther-Linde                                                                                  | Eutritzsch     |               | mit Beschluss-Nr. 1522/99 ausgewiesen, zerstört |              | Gräfestraße 16                       |
| ND 144  | Gemeine Rosskastanie, Tschaikowskistr.                                                        | Leipzig        |               | mit Beschluss-Nr. 1522/99 ausgewiesen, zerstört |              | Tschaikowskistr. 14                  |
| ND 148  | Feldulme Untere Eichstädtstr.                                                                 | Stötteritz     |               | mit Beschluss-Nr. 1522/99 ausgewiesen, Baum nicht mehr existierend |              | Untere Eichstädtstraße 11            |
| ND 150  | Trauerbuche Elsterstr.                                                                        | Leipzig        |               | mit Beschluss-Nr. 1522/99 ausgewiesen, zerstört |              | Elsterstr. 38                        |
| ND 151  | Dreistämmige Esche Elsterstr.                                                                 | Leipzig        |               | mit Beschluss-Nr. 1522/99 ausgewiesen, aufgehoben 2006 |              | Elsterstr. 38                        |
| ND 152  | Stieleiche Riesaer Str.                                                                       | Stünz          |               | mit Beschluss-Nr. 1522/99 ausgewiesen, aufgehoben 2012 |              | Riesaer Str. 41                      |
| ND 153  | Einblatt-Esche, Altes Dorf                                                                    | Portitz        |               | mit Beschluss-Nr. 1522/99 ausgewiesen, Baum nicht mehr existierend |              | Altes Dorf 8                         |
| ND 155  | Schwarze Maulbeere (Morus nigra)                                                              | Leipzig        |               | mit Beschluss-Nr. 1522/99 ausgewiesen, Baum nicht mehr existierend |              | Liebigstraße/Ecke Stephanstraße      |
| ND 157  | Luther-Linde Leutzsch                                                                         | Leutzsch       |               | mit Beschluss-Nr. 1522/99 ausgewiesen, Baum nicht mehr existierend |              | an der Laurentiuskirche              |
| FND 7   | Saatkrähenbrutkolonie Stötteritzer Wäldchen                                                   | Stötteritz     | 261/5         | Der Status des mit dem Beschluss-Nr. 178/95 eingerichteten, ca. 4 ha großen FND zur Erhaltung der Brutkolonie der gefährdeten Art Saatkrähen (Corvus frugilegus L.), wurde mittels Verordnung 2016 aufgehoben | Bild gesucht | 51.32558 12.41883                    |

Anmerkungen:
1. 1 2 3 4 5 6 7 8 9 10 11 12  nicht mehr existierend
2. 1 2 3 4  existiert nicht mehr; vgl. Bekanntmachung über nicht mehr existierende Naturdenkmale (Leipziger Amtsblatt Nr. 9 vom 28. April 2012, S. 7).
3. ↑  entfällt; vgl. Verordnung zur Änderung der Verordnung zur Festsetzung der Naturdenkmale Nr. 01 bis 79 (Leipziger Amtsblatt Nr. 3 vom 7. Februar 2015, S. 11).
4. ↑  aufgehoben mit Ratsbeschluss 1130/08 vom 20. Februar 2008
5. ↑  aufgehoben mit Ratsbeschluss 531/06 vom 8. Februar 2006; vgl. Verordnung zur Aufhebung des Naturdenkmals Nr. 151 „Dreistämmige Esche Elsterstraße 38“ (Leipziger Amtsblatt Nr. 7 vom 8. April 2006).